# Rajd San Remo 1972
Rajd San Remo 1972 (14. Rallye Sanremo) – rajd samochodowy rozgrywany we Włoszech od 22 do 25 października 1972 roku. Była to siódma runda Międzynarodowych Mistrzostw Producentów w roku 1972. Rajd został rozegrany na nawierzchni asfaltowej i szutrowej.

## Wyniki końcowe rajdu[1]
| Msc. | Kierowca              | Pilot                 | Samochód                   | Czas    | Strata   |
| ---- | --------------------- | --------------------- | -------------------------- | ------- | -------- |
| 1.   | Amilcare Ballestrieri | Arnaldo Bernacchini   | Lancia Fulvia 1.6 Coupé HF | 48:09   | -        |
| 2.   | Sergio Barbasio       | Piero Sodano          | Lancia Fulvia 1.6 Coupé HF | 22:40.0 | +4:08.0  |
| 3.   | Håkan Lindberg        | Helmut Eisendle       | Fiat 124 Spider            | 58:25   | +10:16   |
| 4.   | Giulio Bisulli        | Arturo Zanuccoli      | Fiat 124 Spider            | 1:00:13 | +12:04   |
| 5.   | Luciano Trombotto     | Giuseppe Zanchetti    | Fiat 124 Spider            | 1:00:25 | +12:16   |
| 6.   | R. Bossetti           | Pier Paolo Mischiatti | Lancia Fulvia 1.6 Coupé HF | 1:30:27 | +42:18   |
| 7.   | Giacomo Pelganta      | Mauro Mannini         | Lancia Fulvia 1.6 Coupé HF | 1:48:25 | +1:00:16 |
| 8.   | Alfredo Fagnola       | Andrea Ulivi          | Fiat 125 S                 | 1:49:03 | +1:00:54 |
| 9.   | Luciano Corino        | Pierangelo Rigo       | Fiat 125 S                 | 1:54:45 | +1:06:36 |
| 10.  | Salvatore Brai        | Roberto Dalpozzo      | Opel Kadett Rallye         | 1:55:28 | +1:07:19 |